# Ngurungaeta

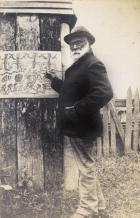
William Barak, der letzte traditionelle Ngurungaeta der Wurundjeri

Ngurungaeta ist ein Wort aus der Sprache der Wurundjeri-Aborigines, das Führer bzw. Stammesführer bedeutet. In Australien wird auch der Begriff elders (Stammesältester) dafür verwendet. Die Bezeichnung Ngurungaeta hat die gleiche Bedeutung wie Arweet bei den Bunurong- und Wathaurong-Aborigines. Es gab 15 gegenwärtig bekannte Ngurungaeta in der Geschichte der Wurundjeri. Der letzte traditionelle Ngurungaeta war William Barak, der gegenwärtige heißt Murrundindi und ist ein Nachkömmling von William Barak.
Ngurungaeta waren:
- Bebejan (? – 1836) – Ngurungaeta des Wurundjeri-Willam-Clan, Unterzeichner des Batman’s Treaty[3]
- Billibellary (1799–1846) – Ngurungaeta des Wurundjeri-Willam-Clan, Unterzeichner des Batman’s Treaty
- Simon Wonga (1824–1874) – Ngurungaeta und Sohn von Billibellary
- William Barak (1824–1903) – letzter traditioneller Ngurungaeta des Wurundjeri-Willam-Clan, Sohn von Bebejan, war als Kind bei der Unterzeichnung des Batman’s Treaty im Jahre 1835 dabei
- Robert Wandoon (1875–1908) – ernannter Ngurungaeta nach William Barak[4]
- James Wandin (1933–2006) – Ngurungaeta der Wurundjeri[5]
- Murrundindi – ernannter Ngurungaeta nach dem Tod von James Wandin 2006[2]